# Úrvalsdeild 1943
Thống kê của Úrvalsdeild mùa giải 1943.

## Tổng quan
Có 5 đội tham gia, và Valur giành chức vô địch. Jón Jónasson của KR là vua phá lưới với 5 bàn thắng.

## Bảng xếp hạng
| Vị thứ | Câu lạc bộ | St | T | H | B | BT | BB | HS  | Đ |
| 1      | Valur      | 4  | 4 | 0 | 0 | 12 | 4  | +8  | 8 |
| 2      | KR         | 4  | 2 | 0 | 2 | 11 | 9  | +2  | 4 |
| 3      | Fram       | 4  | 2 | 0 | 2 | 10 | 9  | +1  | 4 |
| 4      | ÍBA        | 4  | 1 | 1 | 2 | 8  | 9  | -1  | 3 |
| 5      | ÍBV        | 4  | 0 | 1 | 3 | 5  | 15 | -10 | 2 |